# Idrætsbyen Vejgaard
Idrætsbyen Vejgaard er et ungdomsbolig kompleks og kollegie på Hadsundvej, Aalborg. Idrætsbyen høre under Himmerland Boligforening. Byggeriet er færdigbygget 2013. Byggeriet består af 479 ungdomsboliger. Idrætsbyen har egen indendørs swimming pool og grænser mod vest op til Golfparken.